# Thomas Schwarzmann

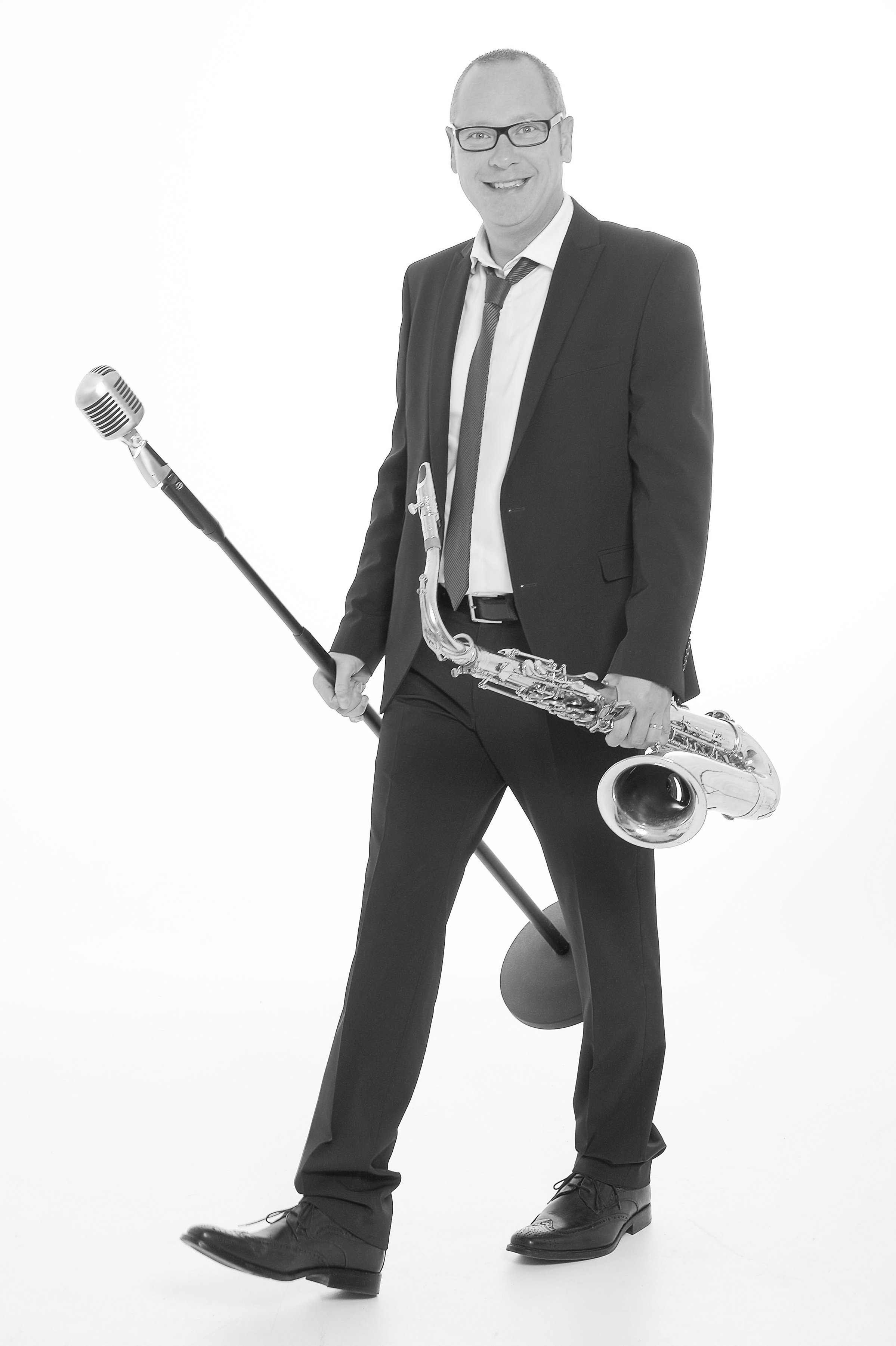
Tom Schwarzmann

Thomas Schwarzmann (auch Tom Schwarzmann, * 25. April 1971 in Mödling, Niederösterreich) ist ein österreichischer Entertainer, Moderator, Musiker und Sänger.

## Leben
Nach der Volksschule in Brunn am Gebirge und der Unterstufe in Mödling besuchte Schwarzmann das Musik-BORG Wr. Neustadt. Nach der Matura absolvierte er die Pädagogische Hochschule NÖ (Englisch / Musik) und studierte neben der Unterrichtstätigkeit an verschiedenen Musikschulen und in der Hauptschule Hinterbrühl am J.M. Hauer Konservatorium Popularmusik / Saxofon. Seine Gesangsausbildung absolvierte er unter anderem bei Gordon Bovinet und Sheila Edwards-Czettel.
1998 begann Schwarzmann seine Moderationstätigkeit bei Radio Max – dem Einkaufsradio. 1999 wechselte er zum ORF Radio Niederösterreich, bei dem er anfangs die Morning-Show Guten Morgen NÖ moderierte. Aktuell moderiert er die Sendungen Radio Niederösterreich am Nachmittag, Frühshoppen, Radio 4/4 und Off-Air Veranstaltungen.
Als Bühnenmusiker spielte Schwarzmann im Wiener Volkstheater bei Michael Schottenbergs Inszenierung unter der Intendanz von Emmy Werner in Cyrano de Bergerac mit.
Zwischen 2006 und 2011 war er als Sänger und Moderator bei der Wolfgang Lindner Band im Einsatz (unter anderem beim Musikantenstadl und Konzerten im deutschsprachigen Raum) und gründete zeitgleich seine eigene Formation DANCINGBRASS.
Neben seiner Tätigkeit als Moderator, Musiker und Entertainer absolvierte Schwarzmann ein Masterstudium an der emca-academy und schloss dieses 2012 mit dem Master Of Business Administration (MBA) in General Management ab und ist unter anderem an der Pädagogischen Hochschule NÖ, der Fachhochschule Wiener Neustadt und der Hochschule für Agrar- und Umweltpädagogik als Lektor für Sprechtechnik, Rhetorik und Präsentationstechnik tätig.
Seit Herbst 2015 ist er mit seinem ersten abendfüllenden Solo Programm Tom Schwarzmann singt – Eine musikomische One-Man-Show (Mitautor und Regie: Fritz Schindlecker) auf Tournee und ist 2016 beim Österreichischen Kabarett- und Kleinkunstfestival Ybbsiade unter der Intendanz von Joesi Prokopetz aufgetreten.